# Мужская сборная Грузии по баскетболу
Мужская сборная Грузии по баскетболу — национальная команда, которая представляет Грузию на международных баскетбольных турнирах. Выступает в дивизионе A, на чемпионате Европы дебютировала в 2011 году.

## Результаты
Чемпионат Европы
- 2011 : 11°
- 2013 : 17°
- 2015 : 15°
- 2017 : 17°
- 2022 : 21°

Чемпионат мира 
- 2023 : 16°

## Состав
| Перейти к шаблону «Состав сборной Грузии по баскетболу» | Состав сборной Грузии по баскетболу |  |

| Поз. | №  | Имя                 | Дата рождения (возраст)   | Рост   | Клуб                  |
| ---- | -- | ------------------- | ------------------------- | ------ | --------------------- |
| РЗ   | 3  | Майкл Диксон        | 1 декабря 1990 (34 года)  | 186 см | Страсбур              |
| РЗ   | 4  | Георгий Гамкрелидзе | 4 февраля 1986 (39 лет)   | 183 см | Титеби                |
| АЗ   | 6  | Анатолий Бойса      | 9 сентября 1983 (41 год)  | 194 см | Кутаиси               |
| Ц    | 7  | Заза Пачулия (К)    | 10 февраля 1984 (41 год)  | 211 см | Голден Стэйт Уорриорз |
| РЗ   | 8  | Георгий Цинцадзе    | 7 февраля 1986 (39 лет)   | 192 см | Кутаиси               |
| Ц    | 9  | Георгий Шермадини   | 2 апреля 1989 (35 лет)    | 216 см | Уникаха               |
| ЛФ   | 10 | Дуда Санадзе        | 25 июля 1992 (32 года)    | 196 см | Пистоя Баскет 2000    |
| ЛФ   | 11 | Манучар Маркоишвили | 17 ноября 1986 (38 лет)   | 197 см | Реджана               |
| ТФ   | 17 | Михаил Беришвили    | 12 апреля 1987 (37 лет)   | 203 см | Динамо                |
| ТФ   | 23 | Торнике Шенгелия    | 5 октября 1991 (33 года)  | 207 см | Лабораль Кутча        |
| Ц    | 35 | Гога Битадзе        | 20 июля 1999 (25 лет)     | 211 см | Мега                  |
| Ц    | 99 | Илия Лондаридзе     | 15 сентября 1989 (35 лет) | 206 см | Академия МВД          |

### Схема команды
| Позиция | Стартовая пятёрка   | Скамья 1          | Скамья 2          |
| ------- | ------------------- | ----------------- | ----------------- |
| Ц       | Заза Пачулия        | Георгий Шермадини | Георгий Шарабидзе |
| ТФ      | Торнике Шенгелия    | Бека Бурджанадзе  | Ника Метревели    |
| ЛФ      | Виктор Саникидзе    | Дуда Санадзе      | Леван Пацация     |
| АЗ      | Манучар Маркоишвили | Бесик Лежава      | -                 |
| РЗ      | Георгий Цинцадзе    | Джакоб Пуллен     | Отар Пхакадзе     |